# Тунёв, Виктор Николаевич
Виктор Николаевич Тунёв (род. 17 июня 1965, Кызыл, Тувинская АССР) — российский государственный деятель, глава города Кызыла и председателя городского хурала представителей в 2008—2013 годах.

## Биография
Виктор Николаевич Тунёв родился 17 июня 1965 года в городе Кызыле. Женат, имеет двоих детей. В 1988 году окончил кызылский филиал Красноярского политехнического института по специальности «инженер-строитель». Практическое обучение профессии проходил в Германии. Работал на стройках города Кызыла от мастера и старшего прораба СУ «Кызылпромстроя» до главного инженера строительного управления «Нулевые циклы». Преподавал в кызылском филиале Красноярского политехнического института дисциплину «промышленное и гражданское строительство».
С 1992 года по 2007 год работал в области строительства, пищевой промышленности и торговли на посту генерального директора ООО «Научно-исследовательская лаборатория механизации». Сегодня работает директором производственной компании "ВАВИОЛ", занимающейся сбором и переработкой лекарственных трав в республике Тыва.
В 2012 году получил второе высшее образование по специальности «юриспруденция» в Сибирской академии государственной службы. В настоящее время обучается в аспирантуре Тывинского государственного университета по специальности «экономика народного хозяйства», пишет диссертацию.
Активно участвовал в общественно-политической жизни в качестве заместителя руководителя регионального отделения Союза правых сил, в настоящее время состоит в составе Политсовета регионального отделения партии «Единая Россия» по Республике Тыва, координатор проекта «Новые дороги городов России — Республика Тыва». Был депутатом палаты представителей Верховного Хурала Республики Тыва, в 2008—2013 годах занимал пост главы города Кызыла и председателя городского хурала представителей. С 2008 года по 2013 год председатель совета муниципальных образований Республики Тыва. В настоящее время депутат кызылского городского хурала представителей, председатель комитета по градостроительству, муниципальному имуществу и земельным вопросам. Занимается научной и преподавательской деятельностью. Имеется бизнес.